# Leiodytes oblongus
Leiodytes oblongus är en skalbaggsart som först beskrevs av Régimbart 1899.  Leiodytes oblongus ingår i släktet Leiodytes och familjen dykare. Inga underarter finns listade i Catalogue of Life.